# معاوية بشير
معاوية بشير فداسي عثمان كوكو (17 أبريل 1986 - ) هو لاعب كرة قدم سوداني سابق. لعب لمنتخب السودان لكرة القدم وشارك معه في كأس الأمم الإفريقية 2012.

## الإنجازات

### مع الهلال
- الدوري السوداني الممتاز (2): 2014، 2016.
- كأس السودان (1): 2016.

## وصلات خارجية
- Mowaia Bashir على موقع قاعدة بيانات كرة القدم.إي يو (الإنجليزية)
- Mowaia Bashir على موقع ناشيونال فوتبول تيمز (الإنجليزية)